# St.-Elisabeth-Kirche (Westrum)

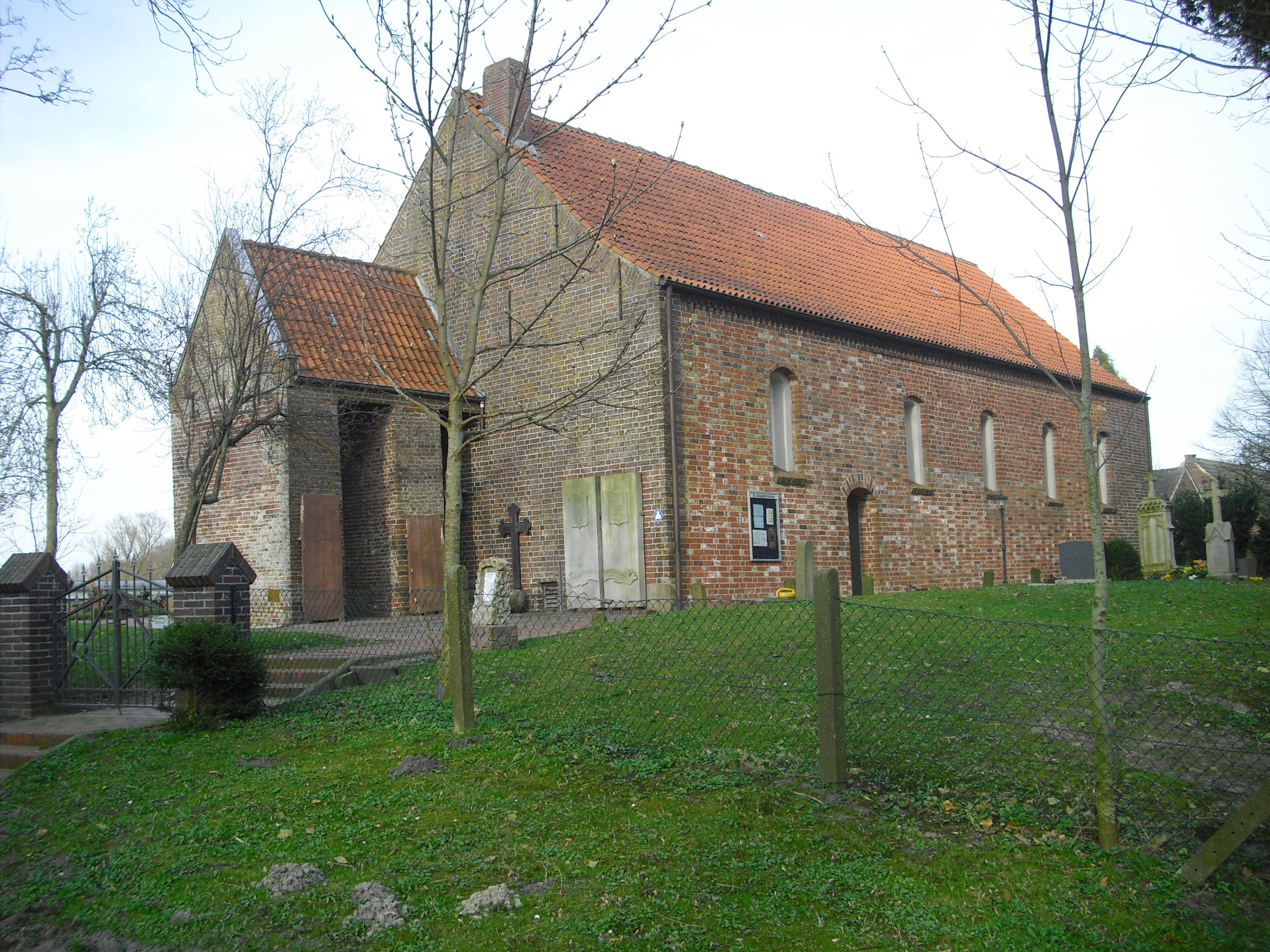
St. Elisabeth-Kirche Westrum

Die St.-Elisabeth-Kirche in Westrum ist das Gotteshaus des ehemals kleinsten Kirchspiels des Jeverlandes. Sie stammt in Teilen vermutlich aus der Mitte des 13. Jahrhunderts. 1420 wurde die Kirche weitgehend zerstört und danach in veränderter Form neu errichtet. Seit 1532 dient sie der evangelisch-lutherischen Gemeinde des Warfendorfes Westrum als Gotteshaus. Heute ist sie eine der beiden Kirchen der evangelisch-lutherischen Gemeinde Waddewarden-Westrum, die der Oldenburgischen Landeskirche angehört, und eine von dreizehn Stationen des Wangerländischer Pilgerweges.
Erst 1999 erhielt das Westrumer Gotteshaus durch Beschluss des Gemeindekirchenrats den Namen St. Elisabeth. Er erinnert an Elisabeth von Thüringen, der als vorbildlicher Wohltäterin auch in protestantischen Kreisen eine gewisse Verehrung zuteilwird. Über ein älteres Patrozinium der Kirche ist nichts bekannt.

## Baubeschreibung

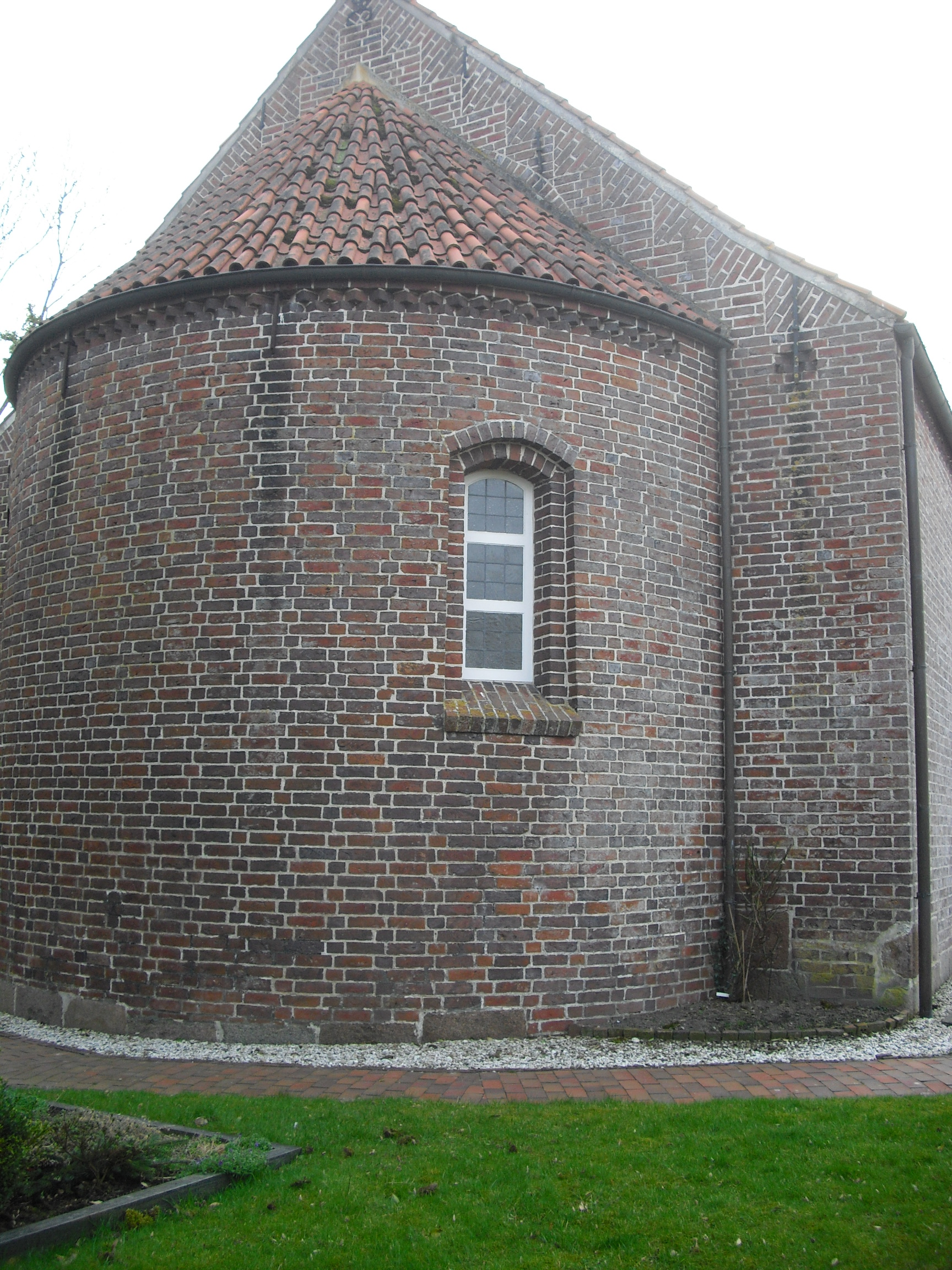
Apsis der St.-Elisabeth-Kirche

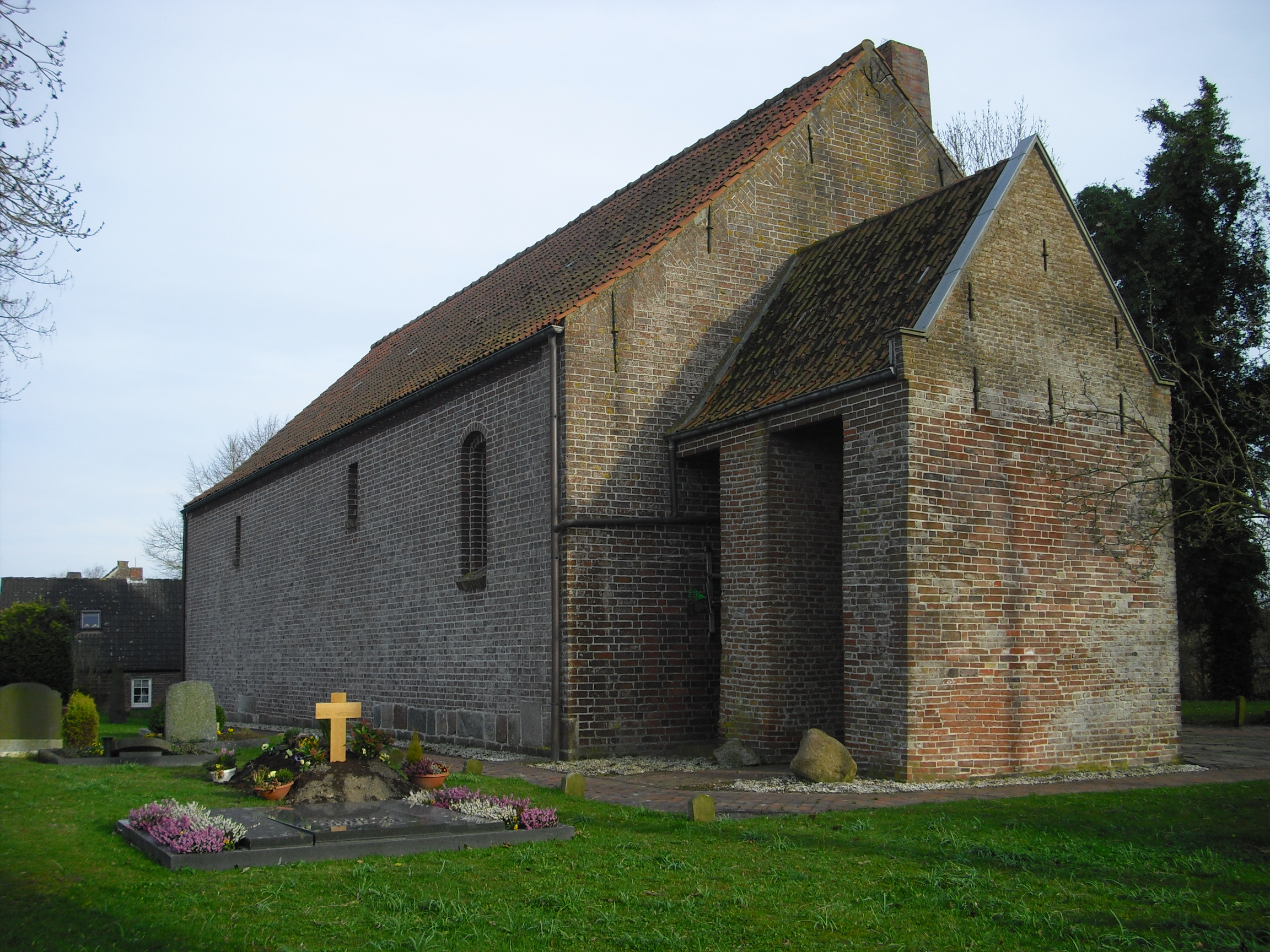
Nord- und Westseite der St. Elisabeth-Kirche mit Fenstern und angelehntem Glockenturm

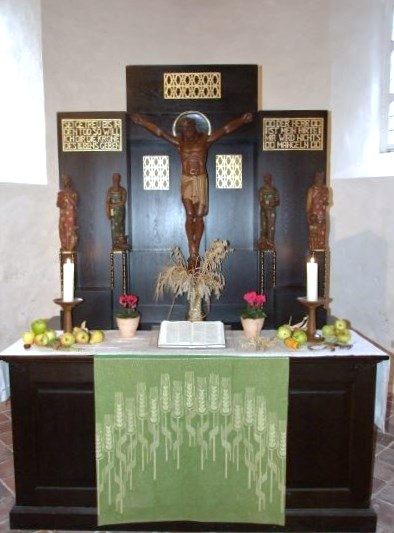
Jugendstil-Altar

Die St.-Elisabeth-Kirche wurde als rechteckige Saalkirche mit einer nach Osten weisenden Apsis errichtet. An der Westseite lehnt sich der relativ kleine Glockenturm an, der von seinem Grundriss her den landesüblichen Parallelmauertyp darstellt. Die Westwand der Kirche dient ihm dabei als dritte Mauer. Das Satteldach des Turmes wird vom Giebel des Kirchengebäudes weit überragt. Die Nordwand des Gebäudes besitzt zwei kleine romanische Fenster, die sich im oberen Drittel der Wand befinden. Sie wurden bei der umfangreichen Reparaturmaßnahme von 1986–1988 freigelegt. Wie alt das große Fenster in der Nordwand und die fünf Südwandfenster sind, ist ungeklärt. Sie sind von ihrer Form her ebenfalls romanisch. Die Kirche besaß ursprünglich drei Apsisfenster, von denen später das nördliche zugemauert worden ist. Bei der erwähnten Reparaturmaßnahme schloss man das mittlere Fenster, öffnete aber dafür wieder das nördliche. Bei der Renovierung im Jahr 1912 wurden die Nord- und Ostseite der Kirche mit einem neuen Mauerwerk ummantelt. Im Mauerwerk der Nord- und Südwand sind im unteren Bereich noch Granitquadersteine zu sehen. Sie erinnern an die Vorgängerbauten. Das Eingangsportal befindet sich an der Südseite. Die Umrisse eines weiteren Portals, das an der Nordseite eingelassen war, sind im Innern der Kirche sichtbar.

## Ausstattung
Der rechteckige Innenraum hat (ohne Apsis) eine Länge von 19,4 Meter sowie eine Breite von 8,1 Meter. Ein Triumphbogen, der die Trennung zwischen Altarraum und Saal architektonisch hervorhob, wurde bei der Renovierung von 1912 beseitigt.
Der Fußboden ist in den Gängen mit Ziegelplatten ausgelegt und im Bereich des Gestühls mit Holz. Die Decke des Kirchengebäudes wurde als einfache Holzbalkendecke gefertigt. Eine Orgelempore, die in der Mitte hervorspringt, ist im hinteren Bereich eingebaut. Unter ihr befindet sich das mit Holzwänden und -gittern vom Gottesdienstraum abgetrennte Kirchenmuseum sowie die Sakristei, von der aus ein Treppenaufgang zur Empore führt.

### Altar, Kanzel und Taufbecken
Die in ihrem Kern steinerne und mit Holz umkleidete Mensa des Altars hat eine Höhe von 1,10 Meter und misst in der Breite und Tiefe 1,75 beziehungsweise 0,85 Meter. Ein früheres Retabel von 1847 hängt an der Nordwand der Kirche und zeigt ein Zitat aus dem 1. Johannes-Brief (1 Joh 4,16b ) und rechts und links eines schlichten Kreuzes die Einsetzungsworte des Abendmahls (1 Kor 11,23-26 ). Der heutige Jugendstil-Aufsatz ist ein Werk des aus Dänemark stammenden und später im Großherzogtum Oldenburg tätigen Künstlers Wilhelm Larsen (1861–1913). Er zeigt im Zentrum den gekreuzigten Jesus sowie rechts und links jeweils zwei der vier neutestamentlichen Evangelisten. Die zwei Inschriften stammen aus dem Alten (Ps 23,1 ) und dem Neuen Testament (Offb 2,10 ).
Rechts vor der Apsis befindet sich an der Südwand die durch eine Treppe erreichbare Kanzel. Sie hat einen sechseckigen Grundriss. Ihre Umwandung besteht aus neugotischem Stabfüllwerk. Darüber befindet sich ein ebenfalls sechseckiger Schalldeckel. Ein Stehpult, das den gottesdienstlichen Lesungen dient, steht vor der Apsis. Es wurde erst nach 1988 aus einer nicht mehr verwendeten Tür des Kirchengestühls hergestellt.
Das auf einem Holzständer befindliche Taufbecken steht links der Apsis. Sein Fuß steht auf der romanischen Steinplatte eines älteren Taufbeckens. Über dem hängt ein Taufdeckel. Der hölzerne Ständer trägt die Inschrift: Gerhardus Backhusius, Pastor zu Westrum - Frederick Iben, Hilgenmann [Heiliger Mann = Kirchengeschworener]. Anno 1648. Es handelt sich bei den Angaben um die Stifter sowie um das Stiftungsdatum.

### Gestühl und Opferstock
Das Kirchengestühl bietet heute Platz für rund 100 Gottesdienstbesucher und befindet sich rechts und links des Mittelgangs. Türen und Seitenwände des Westrumer Gestühls stammen aus der Mitte des 17. Jahrhunderts und sind noch im Original vorhanden. Die Sitzplätze gehörten ursprünglich den Hofbesitzern und waren mit den damit verbundenen Rechten in den entsprechenden Grundbüchern eingetragen. Ein Seitenteil des Gestühls trägt noch heute den Namen seines ursprünglichen Besitzers: Mensse Arens. Daneben findet sich die Jahreszahl 1658.
Ein verschließbarer Opferstock, der im Eingangsbereich der Kirche aufgestellt ist, diente in früheren Zeiten dem Armenwesen des Dorfes. Er stammt vermutlich aus der gleichen Zeit, in der das Kirchengestühl hergestellt wurde. In seinem Kern besteht er aus einem ausgehöhlten Balkenstück, das mit stabilen Eisenbändern umgeben ist. Die kleine Tür verfügt über zwei Schlösser. Ursprünglich war er an wohl der Wand befestigt, heute befindet er sich in einem verschließbaren Holzschrank, der in den Farben des Kirchengestühls gehalten ist. In den Aufzeichnungen der Gemeinde findet sich der Hinweis auf einen abhanden gekommenen zweiten Opferstock, der eine Aufschrift in dänischer Sprache trug.

### Orgel

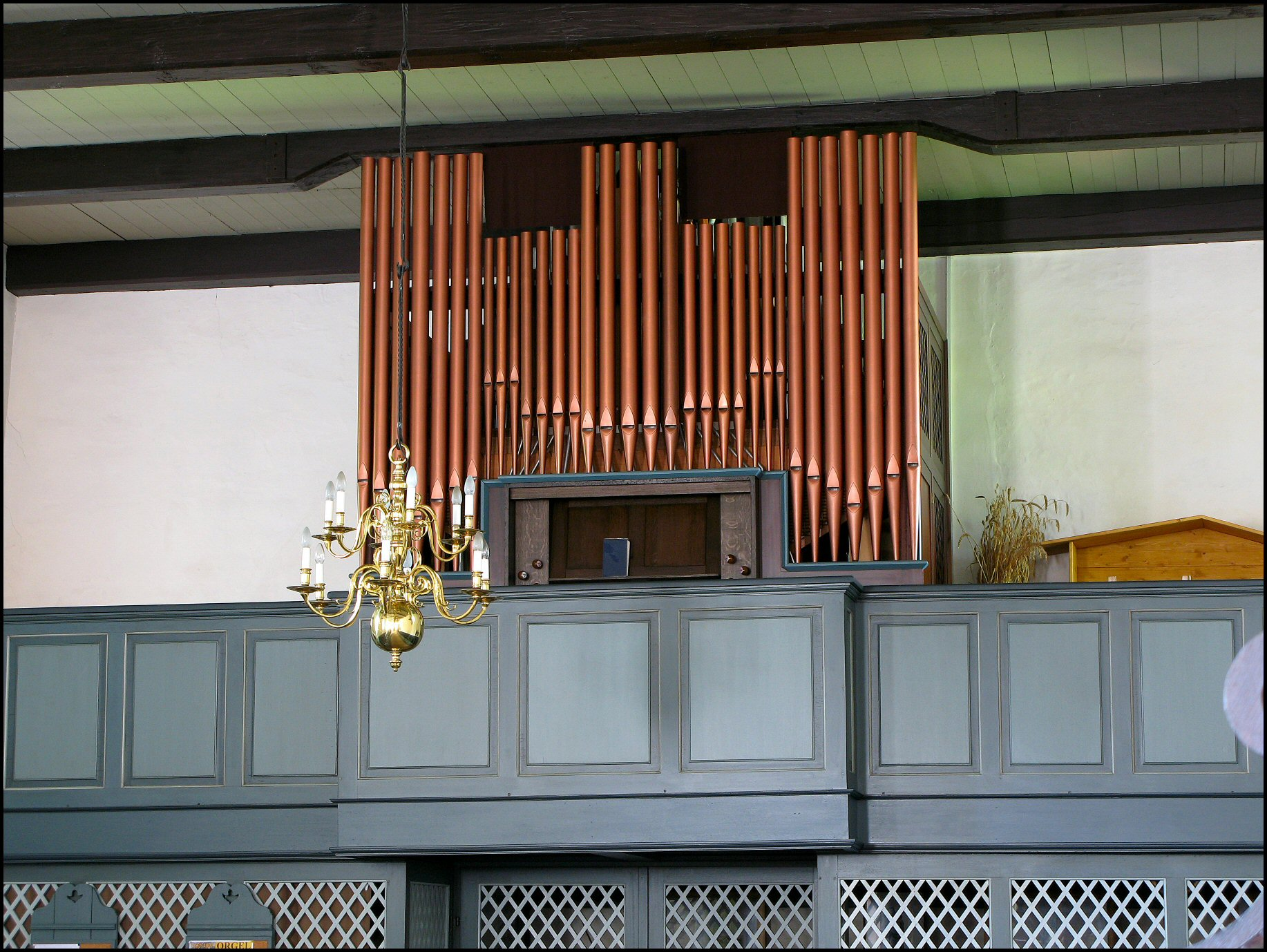
Führer-Orgel von 1938 auf der Empore der Westrumer Kirche

Im Jahr 1796 beantragte Pastor Ludwig Schween beim jeverschen Konsistorium, das Westrumer Gotteshaus mit einer Orgel zu versehen. Der Antrag wurde abschlägig beschieden. Als Begründung dafür wurde darauf verwiesen, dass „die kleinste Gemeinde schon drei Geistliche und ältere Gebäude zu unterhalten“ habe. Auch seien Folgekosten (Organist, Kalkanten) sowie der allgemeine „Religionsverfall“ zu bedenken. Eine Orgel für Westrum sei „übertriebener Luxus“, umso mehr, „als diese Gemeinde schon viele saecula hindurch auch ohne Kirchenmusik ihre Devotion verrichtet hat.“ Erst 66 Jahre später wurde der Westrumer Gemeindegesang von einem Instrument begleitet. Ein in Stuttgart erworbenes Harmonium erhielt im Weihnachtsgottesdienst 1866 seine Weihe.
1891 konnten die Westrumer für die Summe von 70 Reichsmark die alte Orgel der Sandeler St.-Jakobus-Kirche erwerben. Dieses kleine Instrument hatte vor seinem Einsatz in Sandel als Orgel eines Passagierschiffs gedient. Im Jahr 1918 erhielt Westrumer Kirche eine eigens für sie gefertigte Orgel. Ihr Erbauer war die Oldenburger Firma Johann Martin Schmid. Kurz zuvor war die Orgelempore errichtet worden. Etwa 20 Jahre später erstellte der Wilhelmshavener Orgelbauer Alfred Führer das jetzige Instrument. Es ist sein Meisterstück und verfügt über zwei Manuale, neun Register und ein selbständiges Pedal. Zu Anfang der 1960er und 1996 wurde die Orgel grundlegend überholt.
| I Manual C–f3 |    |
| Principal     | 8′ |
| Blockflöte    | 4′ |
| Principal     | 2′ |
| Krummhorn     | 8′ |

| II Manual C–f3 |       |
| Gedackt        | 8′    |
| Praestant      | 4′    |
| Quinte         | 1 ⁄3′ |

| Pedal C–d1 |     |
| Subbaß     | 16′ |
| Gemshorn   | 8′  |

- Koppeln: II/I, I/P

### Weitere Kirchenausstattung

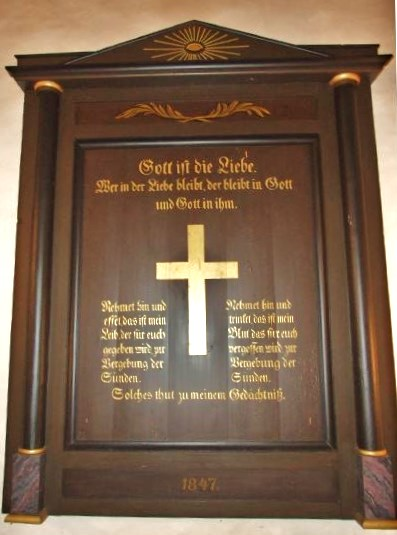
Altes Retabel

Zur weiteren Ausstattung der Kirche gehört eine Skulptur der Heiligen Elisabeth von Thüringen. Sie wurde Ende der 1990er Jahre geschaffen und ist die Replik einer Figur Tilman Riemenschneiders von 1492. Sie hat ihren Platz an der Nordseite der Apsis.
Eine Gedenktafel mit den Gefallenen des Ersten und Zweiten Weltkriegs befindet sich an der Nordwand. Umrahmt sind die Tafeln vom Umriss des ehemaligen Nordausgangs.
Ein Sarkophag, dessen Alter auf 900 Jahre geschätzt wird, ist in der Nähe des Taufbeckens aufgestellt. Er wurde 1986 bei Baggerarbeiten auf dem Friedhof gefunden und anschließend restauriert. Sein Deckel lässt noch ein Vortragekreuz sowie Hirtenstäbe erkennen.

## Kirchenmuseum Waddewarden-Westrum
Unterhalb der Orgelempore wurde 2007 unter der Bezeichnung Kirchenmuseum Waddewarden-Westrum eine kleine kirchenhistorische Dauerausstellung eingerichtet. Gezeigt werden vor allem religiöse Druckerzeugnisse, darunter alte Bibelausgaben aus dem 16. Jahrhundert, Gesangbücher und Erbauungsliteratur vergangener Jahrhunderte. Ursprünglich befanden sich die Exponate auf dem Orgelboden der evangelischen Kirche in Waddewarden.

## Glockenturm
Ursprünglich war der um 1760 errichtete Glockenturm der Westrumer Kirche ein freistehendes Bauwerk. 1761 fertigte die Burhafer Glockengießerei Claude und Mammeus Fremy eine Glocke für diesen Turm an. Genutzt wurde dabei das Material älterer Glocken. Gegen Ende der 1790er Jahre wurde die Lücke zwischen Turm und Westwand der Kirche geschlossen und auf diese Weise Platz für eine weitere Glocke geschaffen, die 1798 von der bereits erwähnten Glockengießerei gegossen wurde. Die ältere Glocke, die auch die kleinere ist, wurde in den neu errichteten Teil des Glockenturms gehängt. Sie ist dem Anhalt-Zerbster Fürsten Friedrich August gewidmet. Die jüngere Glocke, die den ursprünglichen Platz der älteren einnimmt, trägt den Namen des russischen Zaren Paul I. Damit erinnern beide Glocken an zwei der zahlreichen „fernen Fürsten“ unter deren Herrschaft das Jeverland mehrere Jahrhunderte stand.
Das elektrische Läutwerk wurde in den 1960er Jahren eingebaut. Die größere Glocke ruft dreimal täglich zum Gebet. Das volle Geläut ist dem Sonntagsgottesdienst vorbehalten.

## Kirchhof
Die Anfänge des Westrumer Kirchhofs, der die St. Elisabeth-Kirche umschließt, gehen auf die Wende des Frühmittelalters zum Hochmittelalter zurück. Bedeutsame Zeugnisse für das Alter der Begräbnisstätte sind zwei Sarkophagdeckel, deren Ornamente in das 11./12. sowie das 13. Jahrhundert verweisen. Sie sind an der Westwand des Kirchengebäudes aufgestellt.
Aus einem Grabregister von 1865, das der damalige Pastor Anton Renken Engelbarts begonnen hat, geht hervor, dass Kirche, Schule und die größeren Hofstellen der Gemeinde über einen bestimmten Anteil am Friedhof verfügten. Die den Hofstellen zugehörigen Gräber waren entweder durch Entgelt oder durch Hand- und Spanndienste erworben worden und wurden grundbuchlich auf die Hofstelle eingetragen. Bis heute finden sich noch steinerne Stelen auf dem Westrumer Friedhof, die den Namen des Grabeigentümers beziehungsweise der Hofstelle tragen und die Grenze der jeweiligen Grabanlage markieren. Ausgehend von diesen Stelen wurde die Breite der Gräber (jeweils 3 Fuß; 1 Fuß = 31,4 Zentimeter) vermessen. Die meisten Grabanlagen auf dem Westrumer Friedhof haben eine Breite von 18 Fuß, umfassen also sechs Gräber. Bis in die 1960er Jahre konnten Gräber vererbt, privat veräußert oder mit dem jeweiligen Hof verkauft werden. Erst nachdem ein 1964 erfolgtes Grundsatzurteil des Bundesverwaltungsgerichts festgestellt hatte, dass es kein Privateigentum an Gräbern gibt und die Nutzung eines Grabes durch den jeweiligen Träger nur auf einen begrenzten Zeitraum gewährt wird, passte man in der Kirchengemeinde Westrum-Waddewarden die bis dahin gültige alte Friedhofssatzung erst in den 1980er Jahren der Rechtsprechung an. Danach erwirbt der Käufer einer Grabstelle das Nutzungsrecht für eine bestimmte Zeit, wobei Verlängerungen möglich sind. Danach fällt das Nutzungsrecht wieder an die Kirchengemeinde als Friedhofsträger zurück.
Seit 2007 besitzt der Westrumer Friedhof auch ein Urnenfeld, auf dem es auch eine Abteilung für anonyme Urnengräber gibt. Letztere ist gekennzeichnet durch einen besonderen Stein. Er trägt unter Hinweis auf eine Bibelstelle (Lk 12,6 ) die Inschrift: „Bei Gott ist keiner vergessen!“

## Gemeindegeschichte

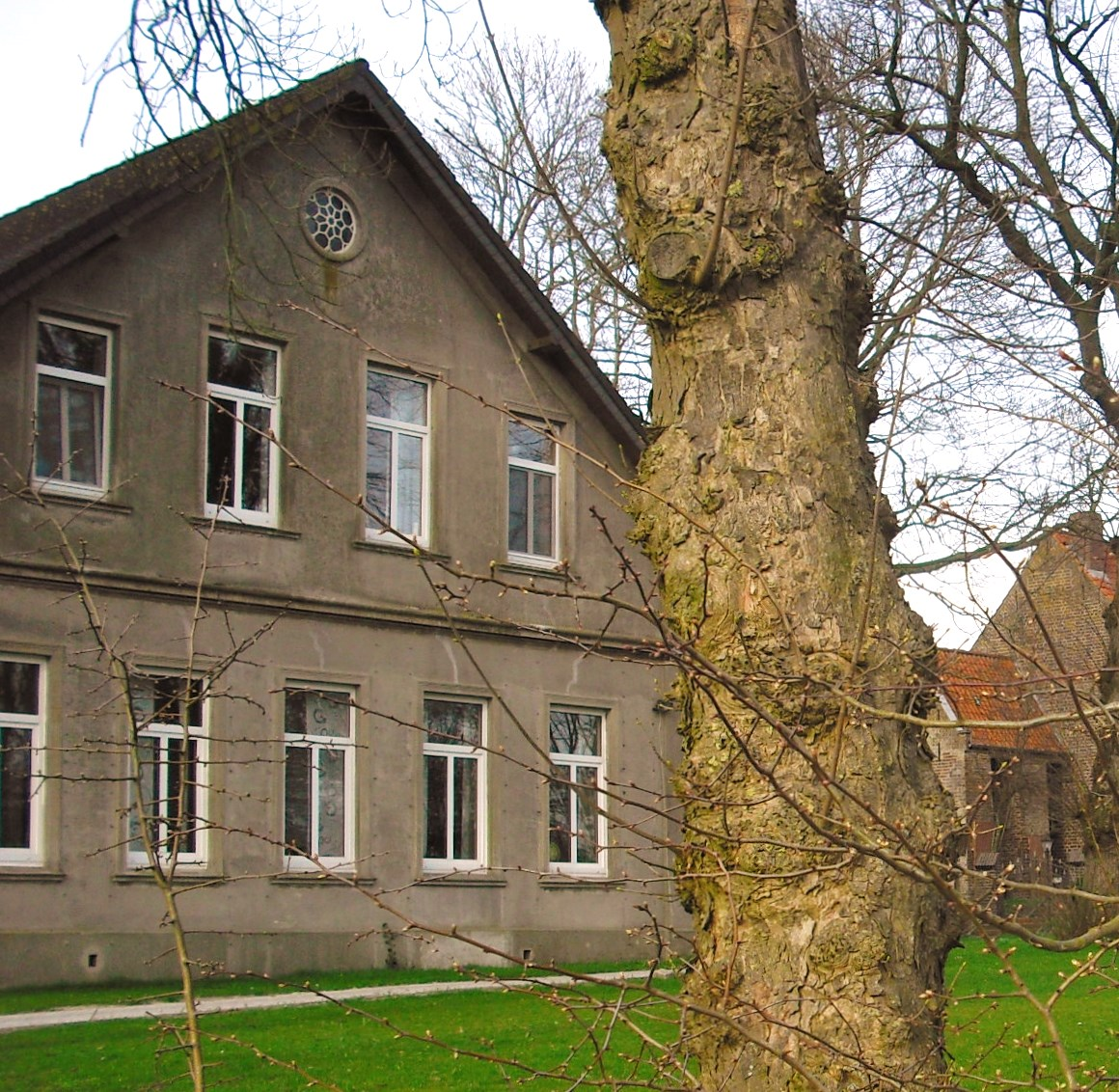
Ehemaliges Pfarrhaus der St.-Elisabeth-Kirche

Die Anfänge der ehemals eigenständigen Kirchengemeinde Westrum und seiner Kirche liegen im Dunkeln. Archäologische Grabungen, die in den Jahren zwischen 1986 und 1996 durchgeführt wurden, stießen in den Heizungsschächten auf hoch- und spätmittelalterliche Gräber. Auch kamen alte Fundamentreste zum Vorschein. Diese Funde gaben zu der Vermutung Anlass, dass auf der Kirchenwurt mindestens zwei Vorgängerbauten gestanden haben, eine Holzkirche aus dem 11. Jahrhundert und eine mit Granitquadern und Backsteinen errichtete Steinkirche aus dem 12. Jahrhundert. Die Gemeinde Westrum gehörte ursprünglich zum Erzbistum Bremen und war hier zunächst dem Dekanat Östringen zugeordnet. Spätestens 1495 ist die Westrumer Kirche Teil des wangerländischen Dekanats.
Die Kirche erlebte eine wechselvolle Geschichte. Vom Ende des 14. bis zu Anfang des 15. Jahrhunderts scheint sie in den friesischen Häuptlingskriegen auch als Wehrkirche gedient zu haben. In einem Verzeichnis des Archidiakonats des Bremer Domdechanten von 1420 wird sie als destructe (lateinisch; deutsch: zerstört) geführt, ist aber in den Jahrzehnten danach als „ostfriesische Apsissaal-Kirche“ wieder aufgebaut worden.
Um 1532 erfolgte in Westrum wie in den anderen Gemeinden des Jeverlandes die Einführung der Reformation. Sie ist für Westrum mit dem Namen des Geistlichen Cornelius Falconissa verbunden. Von ihm heißt es: „[Cornelius, Westrum] hat 1548 seine Meinung über das Interim weitläufig abgehandelt und, wie er gesteht, zum erstenmal so öffentlich diese Lehre bekannt.“ Die Seelenzahl der Westrumer Gemeinde lag in dieser Zeit bei 88.
Um 1754 beantragte das jeversche Konsistorium bei Friedrich August, dem Fürsten von Anhalt-Zerbst und Herrn von Jever, die Auflösung der Westrumer Kirchengemeinde sowie die Entwidmung des Kirchengebäudes und dessen Abbruch. Gründe waren vor allem der desolate Zustand des Gotteshauses, aber auch die geringe Zahl der Gemeindemitglieder. Der Landesherr, der in Jever durch die Regentin Johanna Elisabeth von Schleswig-Holstein-Gottorf vertreten wurde, genehmigte den Antrag und versetzte den Ortspfarrer auf eine andere Stelle. Dass es nicht zum Abbruch der Kirche kam, ist einer Bittschrift von Westrumer Bürgern zu verdanken, in der sie sich für den weiteren Bestand ihrer Kirche einsetzten. Nachdem eine gesicherte Finanzierung der notwendigen Renovierungsmaßnahmen glaubhaft belegt werden konnte, widerrief Friedrich August seinen Aufhebungsbefehl. Der versetzte Pfarrer Anton Ulrich Grell konnte auf seine Stelle in Westrum zurückkehren.

### Verlust der Eigenständigkeit
Gegen Ende des 19. Jahrhunderts verringerte sich die Zahl der Westrumer Gemeindemitglieder so sehr, dass nach der Pensionierung des letzten Geistlichen im Jahre 1904 die Pfarrstelle des Wurtendorfes nicht wieder besetzt wurde. Zum 1. April 1925 wurden die Kirchengemeinden Westrum und Wiefels zu einer Gesamtkirchengemeinde verbunden. Die Verbindung geriet 1934 allerdings in eine schwere Krise. Grund dafür war der Pfarramtskandidat Heinz Lübben, der der Bekennenden Kirche angehörte und 1934 eine Stelle als Vakanzprediger in Wiefels antrat. Während die Wiefelser Gemeindemitglieder in den Auseinandersetzungen mit den nationalsozialistisch orientierten Deutschen Christen sich mehrheitlich auf die Seite Lübbens stellten, opponierte der Westrumer Kirchenrat, der sich zu den Deutschen Christen hielt, gegen den Pfarramtskandidaten. Lübben blieb bis 1940 in Wiefels. Die Vereinigung der Kirchengemeinden Westrum und Wiefels wurde mit Wirkung vom 1. April 1936 aufgehoben, zum 3. September 1936 erfolgte der Zusammenschluss der Kirchengemeinden Westrum und Waddewarden zur Kirchengemeinde Waddewarden-Westrum.

### Westrumer Pastoren von 1514 bis 1904
Die 27 Geistlichen, die die Kirchengemeinde im genannten Zeitraum betreuten, kamen, was ihre Herkunft angeht, vorwiegend aus der näheren Umgebung Westrums. Viele von ihnen waren länger als zehn Jahre in Westrum tätig. Neben ihrem Pfarramt versahen sie als Lehrer auch den Schuldienst an der Westrumer Schule und zum Teil am Mariengymnasium in Jever. Die folgende Liste folgt dem Verzeichnis der Oldenburger Prediger.
| Geistliche                          | Zeitraum  | Anmerkungen |
| ----------------------------------- | --------- | --- |
| Herr Johann                         | um 1514   | |
| Cornelius Falconissa                | † 1548    | Einführung der reformatorischen Predigt. - Falconissa gehörte zu den 21 jeverländischen Pastoren, die 1548 auf Veranlassung Fräulein Marias zum Augsburger Interim schriftlich Stellung bezogen. Die Stellungnahmen („Bekenntnisse“) finden sich in der Bibliothek des jeverschen Mariengymnasiums.                   |
| Hero Ricklefs                       | ?         | |
| Johann Stapserus von Eimbeck        | um 1586   | Von Eimbeck starb am 2. Januar 1603. |
| Gerhard Alvius                      | ?         | |
| Gerhard Backhusius der Ältere       | 1606–1643 | Backhusius stammte aus Barenburg (Grafschaft Hoya), war Autodidakt und vor seiner Berufung ins Pfarramt viele Jahre Schulmeister im Butjadinger- und im Jeverland (Minsen, Neuende, Jever). Er ist 1646 in Westrum verstorben.                                                                                        |
| Gerhard Backhusius der Jüngere      | 1644–1678 | Backhusius d. J. war der Sohn seines Vorgängers und Magister der Theologie. Er ist in Westrum verstorben. |
| Ummo Ummius                         | 1678–1694 | Ummius war vorher Hilfsprediger unter Backhusius. Er betätigte sich auch als Dichter und ist in Westrum verstorben. |
| Friedericus von Büttel              | 1694–1721 | Von Büttel kam aus Sandel. Von ihm ist überliefert, dass er seine Predigten in einem singenden Ton vortrug. Er ist in Westrum verstorben. |
| Friedrich C. Hausmann               | 1717–1718 | Hausmann war Hilfsprediger unter von Büttel und gleichzeitig Lehrer am Mariengymnasium Jever. |
| Johann Anton Lingius                | 1721–1734 | Lingius stammte gebürtig aus Wiefels und war mit einer Tochter Friedericus von Büttels verheiratet. Er wechselte 1734 auf die Pfarrstelle nach Wüppels. |
| Wilhelm August Klepperbein          | 1734–1738 | Klepperbein stammte gebürtig aus Jever und wechselte 1738 auf die Pfarrstelle nach Oldorf. Von dort verzog er nach Amsterdam, wo er im Februar 1786 verstarb. |
| Christian D. von Büttel             | 1738–1739 | Christian von Büttel wurde in Westrum als der jüngste Sohn des Friedricus von Büttel geboren. Er wechselte 1739 auf die Pfarrstelle nach Oldorf. |
| Gerhard Gerdes                      | 1739–1743 | Gerdes stammte gebürtig aus Schortens. Bei Antritt seiner Stelle in Westrum war er 28 Jahre. Neben seiner pastoralen Tätigkeit in Westrum war er Rektor des Mariengymnasiums in Jever. 1743 wechselte er auf die Pfarrstelle nach Waddewarden.                                                                        |
| Popke Bernhard Toben                | 1743–1745 | Toben war gebürtig aus Hooksiel. |
| Anton Ulrich Grell                  | 1745–1757 | Grell stammte gebürtig aus Hohenkirchen. In seiner Amtszeit sollte die Westrumer Kirche abgebrochen und die Gemeinde aufgelöst werden, was aber aufgrund einer Eingabe der Einwohner Westrums nicht geschah. Nach einem kurzen Dienst in Oldorf kehrte er nach Westrum zurück.                                        |
| Friedrich August Janssen            | 1758–1777 | Janssen stammte gebürtig aus Neuende und wechselte 1777 auf die Pfarrstelle nach St. Joost. |
| Robert Gottfried Rittershausen      | 1777–1784 | Rittershausen wurde am 23. November 1748 in Schortens geboren. |
| Johann Friedrich Wilhelm Urban      | 1785–1788 | Urban stammte gebürtig aus Zerbst, war zunächst Vakanzverwalter und wurde dann zum Pfarrer in Westrum berufen. |
| Carl Gustav Mitscherlich            | 1788–1790 | Mitscherlich ging anschließend als Pastor nach Neuende. Dort wurden auch seine Söhne, der Pharmakologe Karl Gustav Mitscherlich und der Chemiker Eilhard Mitscherlich, geboren. |
| Ludwig August Schween               | 1790–1805 | Schween stammte gebürtig aus Wiefels. Er war gleichzeitig Lehrer am Mariengymnasium in Jever. 1805 wechselte er nach Cleverns. |
| Johann Georg Anton Kirchhoff        | 1805–1814 | Kirchhoff kam gebürtig aus Jever und wechselte 1814 auf die Pfarrstelle nach Oldorf. Gemeinsam mit dem Westrumer Schullehrer Johann Anton Wilhelm Schröder verfasste er 1810 ein „Holländisch-deutsches Handwörterbuch besonders für Unstudirte“. Die Herrschaft Jever gehörte in dieser Zeit zum Königreich Holland. |
| Jürgen Christian Gottfried Chemnitz | 1814–1826 | Chemnitz kam gebürtig aus Jever. Seine Designierung zum Pfarrer in Westrum erfolgte noch durch Kaiser Napoleon I., seine Bestallung zum Pfarrer erhielt er am 8. Februar 1814 von Herzog Peter Friedrich Ludwig. Chemnitz wechselte 1826 auf die Pfarrstelle nach Oldorf.                                             |
| Karl Ernst Ludwig Gerken            | 1826–1828 | Gerken kam gebürtig aus Delmenhorst. |
| Heinrich Arnold Groninger           | 1829–1843 | Groninger kam gebürtig aus Elsfleth. Er wechselte 1843 auf die Pfarrstelle nach Oldorf. |
| Anton Renken Engelbarts             | 1843–1880 | Engelbarts war gebürtig aus Neuende. Neben seinem Pfarramt war er auch Hilfslehrer am Mariengymnasium in Jever. Nach dem Ende seiner Westrumer Dienstzeit ging er am 1. Juli 1880 in den Ruhestand. |
| Vakanz                              | 1880–1892 | |
| Johann Friedrich Christoph Teerkorn | 1892–1904 | Teerkorn war gebürtig aus Warfleth und zunächst Pastor in Middoge. Von dort versorgte er Westrum als Vakanzprediger und wurde 1892 zum Pastor ernannt, da es keine anderen Bewerber auf die Westrumer Pfarrstelle gab. 1904 wurde er in den Ruhestand versetzt.                                                       |